# Wanderer (Album)
Wanderer ist das achte Studioalbum der deutschen Metalcore-Band Heaven Shall Burn. Es wurde am 19. September 2016 von Century Media Records herausgebracht.
Die Standardversion des Albums enthält zwölf Lieder, die Deluxe Version mit einem Bonustitel 13 und enthält eine weitere CD. Auf dem Too Good To Steal From benannten, zweiten Datenträger findet sich eine Zusammenstellung von 13 Coverversionen, die Heaven Shall Burn im Laufe der Jahre zuvor veröffentlicht haben. Um für Wanderer zu werben, wurden mit Bring the War Home, Downshifter und Passage of the Crane drei Singles vorab veröffentlicht. Zu allen drei Singles, sowie zu Corium wurden auf YouTube Musikvideos veröffentlicht. Als Gastmusiker konnten George Fisher, Frank Blackfire, Nick Hipa, Aðalbjörn Tryggvason und René Liedtke gewonnen werden.
In der deutschsprachigen Fachpresse wurde das Album ausschließlich positiv wahrgenommen. Es erreichte Platz drei in den deutschen Albumcharts, sowie Platz 9 in Österreich bzw. Platz 15 in der Schweiz. Es ist das dritte Album der Band, welches eine Top-Ten-Platzierung in Deutschland erreichen konnte, sowie das zweite Album, das auf Anhieb die Top Drei erreichte. Bei den Metal Hammer Awards 2017 wurde Wanderer als bestes Album ausgezeichnet.

## Entstehungsgeschichte

### Produktion
Anfang Juli des Jahres 2015 kündigten die Musiker während ihres Auftrittes auf dem With Full Force eine Pause ein, um an neuem Material arbeiten zu können. Für das Album konnte Heaven Shall Burn mehrere namhafte Gastmusiker gewinnen, darunter George Fisher von Cannibal Corpse, Aðalbjörn Tryggvason von der isländischen Metal-Band Sólstafir und Nick Hipa von Wovenwar. Letzterer spielte ein Gitarrensolo ein. Das Engagement mit Hipa kam zustande, da die Musiker ein schnelles Solo wie Slayer haben wollten, welches zudem melodisch wirken sollte. Die Idee, eine Zusammenarbeit mit George Fisher zu erfragen, kam von Sänger Marcus Bischoff, der selbst ein großer Fan von Cannibal Corpse ist. Die Musiker trafen Fisher bei einem Cannibal-Corpse-Konzert in der Nähe Thüringens und sprachen diesen wegen einer Zusammenarbeit an. Fisher arbeitete einen halben Tag zusammen mit der Band an dem Lied Prey to God.
Produziert wurde das Album von Gitarrist Alexander Dietz, während Maik Weichert als Co-Produzent tätig war. Sämtliche Aufnahmen fanden Dietz’ eigenem Chemical Burn Studios in Bad Kösen statt. Lediglich die Schlagzeugspuren wurden von Eike Freese in den Chameleon Studios in Hamburg getrackt. Das Mixing und Mastering übernahm Tue Madsen.
Wanderer ist das erste Album mit Schlagzeuger Christian Bass, der zuvor als Sessionmusiker bei Heaven Shall Burn spielte. Auf dem Vorgängeralbum Veto aus dem Jahr 2013 ist Dan Wilding von Carcass zu hören.

### Veröffentlichung
Am 20. Juli 2016 wurden das Cover-Artwork, die Titelliste, der Name sowie das Veröffentlichungsdatum des Albums bekanntgegeben. Das Album trägt den Namen Wanderer und wurde für den 19. September 2016 angekündigt. Einen Tag nach der Ankündigung wurde das Lied Downshifter vorab im Stream veröffentlicht. Laut der Ostthüringischen Zeitung sollte das Album bereits am 16. September veröffentlicht werden. Mit Bring the War Home und Passage of the Crane wurden Anfang bzw. Mitte September zwei weitere Lieder mitsamt Lyric- bzw. Musikvideo herausgebracht. Das Album selbst erschien am vorhergesagten Tag.

### Cover-Artwork

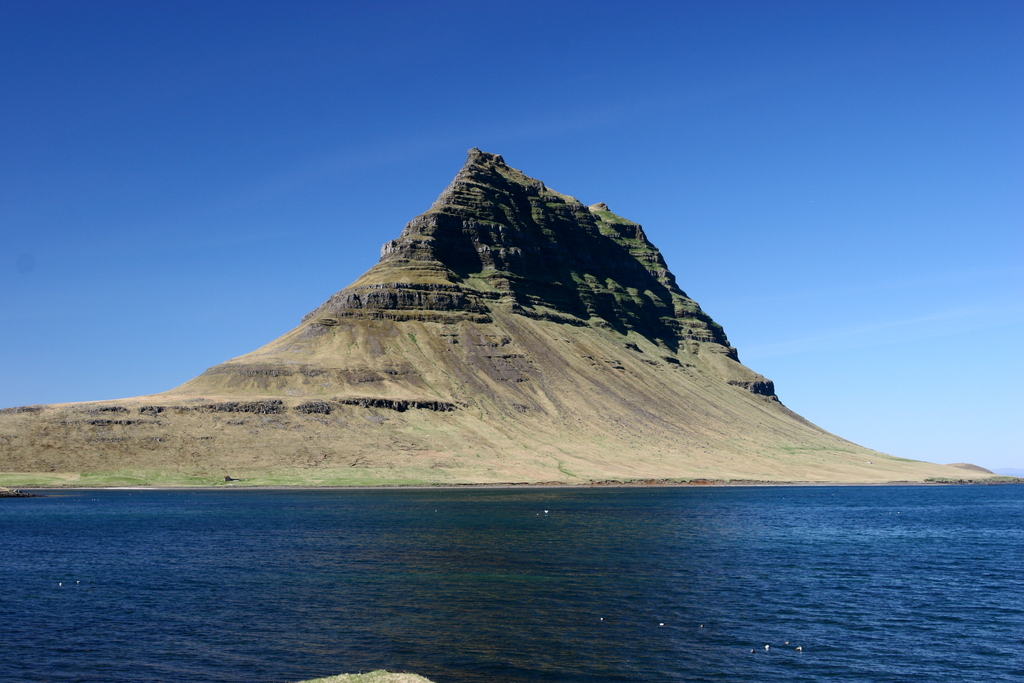
Der Berg Kirkjufell im Westen Islands ziert das Artwork des Albums.

Das Album wurde von Christian Thiele entworfen. Das Artwork soll die Naturästhetik des Albums widerspiegeln. Thiele, der Entwickler des Albumcovers, gilt als einer der aufstrebendsten Landschaftsfotografen im deutschsprachigen Raum. In einem anderen Interview, das Weichert mit dem Intro führte, erklärte er, dass das Cover die „Stille vor dem Sturm“ repräsentiere.

„Wir wollten damit den Zeitgeist aufnehmen. Heutzutage bekommen die Menschen einen Overkill an unreflektierten Meinungen an den Kopf geworfen. Kaum jemand macht sich noch selbst Gedanken und das führt dazu, dass fast nur noch in Schwarz und Weiß gedacht wird. Damit ich effektiv angreifen und mich positionieren kann, muss ich mir aber vorher in aller Ruhe über meinen Standpunkt klar geworden sein. Daher soll die Stille im Artwork die Ruhe vor dem Sturm und vor dem Angriff aufzeigen.“

Das Cover zeigt den Berg Kirkjufell in Island.

### Inhalt
Maik Weichert sagte in einem Interview mit dem österreichischen Musikportal Stormbringer.at, dass das Album ein übergeordnetes Konzept habe. Im Gegensatz zu den Vorgänger-Alben beherbergen die Lieder nicht hauptsächlich politische Themen, sondern drehen sich in erster Linie um die Natur. Das Album soll zum Nachdenken anregen. Das Lied A River of Crimson ist dem Sohn eines Freundes der Musiker gewidmet, der bereits zwei Mal an Leukämie erkrankt ist. In Bring the War Home betreiben die Musiker direkt Kritik an den Sinn von Kriegen. Ein weiteres Lied, They Shall Not Pass, verarbeitet die Schlacht in der Cable Street in London im Jahre 1936, in der Bewohner unterschiedlichster Herkunft einen Protestmarsch von 3000 Anhängern der faschistischen British Union of Fascists verhinderten. Ein anderes Lied verweist auf Sadako Sasaki, eine der Überlebenden des Atombombenabwurfs auf Hiroshima. Extermination Order beschreibt den Völkermord an den Herero und Nama in Deutsch-Südwestafrika, im Gebiet des heutigen Namibia.

## Titelliste

### CD1:Wanderer
| #   | Titel                  | Komponist | Länge | Anmerkungen                                                                                |
| --- | ---------------------- | --------- | ----- | ------------------------------------------------------------------------------------------ |
| 1.  | The Loss of Fury       |           | 2:21  |                                                                                            |
| 2.  | Bring the War Home     |           | 4:20  |                                                                                            |
| 3.  | Passage of the Crane   |           | 3:57  |                                                                                            |
| 4.  | They Shall Not Pass    |           | 5:33  |                                                                                            |
| 5.  | Downshifter            |           | 5:59  |                                                                                            |
| 6.  | Prey to God            |           | 3:08  | • feat. George Fisher                                                                      |
| 7.  | Agent Orange           |           | 6:08  | • Sodom-Coverlied • Bonuslied der Deluxe-Version • feat. Frank Blackfire                   |
| 8.  | My Heart Is My Compass |           | 1:08  |                                                                                            |
| 9.  | Save Me                |           | 4:57  | • feat. Nick Hipa                                                                          |
| 10. | Corium                 |           | 5:28  |                                                                                            |
| 11. | Extermination Order    |           | 3:20  |                                                                                            |
| 12. | A River of Crimson     |           | 4:28  |                                                                                            |
| 13. | The Cry of Mankind     |           | 7:35  | • My-Dying-Bride-Coverlied • Bonuslied auf der Deluxe-Version • feat. Adalbjörn Tryggvason |
| 14. | Battle of Attrition    |           | 3:48  | • Bonuslied auf der Deluxe-Version                                                         |

### CD2:Too Good to Steal From
| #   | Titel                | Komponist | Länge | Anmerkungen                                                                          |
| --- | -------------------- | --------- | ----- | ------------------------------------------------------------------------------------ |
| 1.  | Whatever that Hurts  |           | 6:02  | • Tiamat-Coverlied                                                                   |
| 2.  | Valhalla             |           | 5:30  | • Blind-Guardian-Coverlied • feat. Hansi Kürsch                                      |
| 3.  | Black Tears          |           | 3:06  | • Edge-of-Sanity-Coverlied • Auf Iconoclast (Part I: The Final Resistance) enthalten |
| 4.  | European Super State |           | 4:32  | • Killing-Joke-Coverlied • feat. Katharina Radig                                     |
| 5.  | Straßenkampf         |           | 2:02  | • Die-Skeptiker-Coverlied • feat. Patrick Schleitzer                                 |
| 6.  | Nowhere              |           | 2:27  | • Therapy?-Coverlied                                                                 |
| 7.  | True Belief          |           | 4:31  | • Paradise-Lost-Coverlied                                                            |
| 8.  | Not My God           |           | 3:55  | • Hate-Squad-Coverlied                                                               |
| 9.  | Destroy Facism       |           | 1:55  | • Endstand-Coverlied                                                                 |
| 10. | Dislocation          |           | 3:55  | • Disembodied-Coverlied                                                              |
| 11. | Auge um Auge         |           | 2:52  | • Dritte-Wahl-Coverlied • feat. Mille Petrozza                                       |
| 12. | Downfall of Christ   |           | 3:11  | • Merauder-Coverlied                                                                 |
| 13. | River Runs Red       |           | 1:51  | • Life-of-Agony-Coverlied                                                            |

## Promotion
Unmittelbar vor der Veröffentlichung des Albums Wanderer, startete die Band am 16. September 2016 ihre Club-Tour im Kesselhaus in Berlin bei der Verleihung der Metal Hammer Awards. Die zehn Konzerte umfassende Tournee, jeweils ein Konzert in Österreich und in der Schweiz, endete am 25. September 2016 mit einem Auftritt der Band in Freiburg. Die komplette Club-Tour war ausverkauft. Bereits im Sommer spielten Heaven Shall Burn vereinzelt auf großen Musikfestivals, darunter dem Vainstream Rockfest, Rock im Park und Rock am Ring. Im März und April 2017 absolvierte die Band eine Europatour gemeinsam mit Hellyeah im Vorprogramm für Korn auf deren The Serenity Of Suffering Tour. Auch spielte Heaven Shall Burn vier Konzerte mit der deutschen Post-Black-Metal-Band Der Weg einer Freiheit. Im Sommer 2017 spielte die Band auf dem Wacken Open Air und dem Rockharz Open Air.
Im März und April 2018 spielt die Band eine weitere Europatournee unter dem Titel The Final March Tour, bei der August Burns Red, Whitechapel und In Hearts Wake im Vorprogramm spielen.

## Rezeption

### Kommerzieller Erfolg
Nach dem 2013 veröffentlichten Veto ist Wanderer das zweite Album der Band, dass die Top Drei der deutschen Albumcharts erreichen konnte. Während Veto damals Platz 2 erreichte, landete Wanderer auf Platz drei und musste lediglich den Alben LeuchtFeuer von Schandmaul und Die Sonne scheint für alle von den Kastelruther Spatzen den Vortritt lassen. Es ist zudem das dritte Album, dass eine Top-Ten-Platzierung in Deutschland erreichen konnte. Insgesamt hielt sich Wanderer fünf Wochen in den deutschen Albumcharts auf. Erstmals erlangte die Gruppe eine Top-Ten-Platzierung in den österreichischen Albumcharts, wo es auf Platz neun einstieg. In der Schweiz stieg Wanderer auf Platz 15 ein. In Österreich und in der Schweiz hielt sich das Album jeweils zwei Wochen lang auf.
Des Weiteren erreichte Wanderer Notierungen in den belgischen Albumcharts in Flandern und Wallonien. Es ist nach Veto das zweite Album mit Chartnotierungen außerhalb des deutschsprachigen Raumes. Veto belegte damals Platz 14 in Griechenland.
Bei den Metal Hammer Awards, die im September 2017 stattfanden wurde Wanderer in der Kategorie Album des Jahres ausgezeichnet.

### Pressestimmen
In den deutschsprachigen Medien erhielt Wanderer durchweg positive Kritiken seitens der Fachpresse. Das Musikportal Stormbringer.at vergab die Höchstwertung und beschreibt, dass das Album für „Heaven-Shall-Burn-Verhältnisse“ ungewohnt sei. Allerdings, so der Rezensent sehr intensiv am instrumentalen Bereich hart gearbeitet und gefeilt. Auch das deutsche Metal Hammer gab dem Album die volle Punktzahl. Sebastian Kessler schrieb in seiner Kritik, dass die Veränderungen im Hintergrund stattfinden, welche dennoch deutliche hör- und spürbare Auswirkungen auf das im Album vorhandene Material zeige. In seinem Resümee vergleicht Kessler Wanderer mit einem alles verschlingenden, malmenden Erdbeben, während er Veto als einen Direktangriff beschreibt. Laut Tobias Kreutzer von Metal.de greift das Lied Bring the War Home auch Einflüsse das Industrials auf, was die Gruppe bereits in älteren Liedern wie Combat und Murderers Of All Murderers getan hat. Das Intro The Loss of Fury wird als eine minimalistische Walze beschrieben, die eine Endzeitstimmung und leichte Black-Metal-Strukturen aufweise, während das abschließende My-Dying-Bride-Cover The Cry of Mankind das progressivste Stück auf dem Album sei.
Oliver Paßgang von Powermetal.de gab zu verstehen, dass sich Wanderer nicht durch die große Hitdichte auszeichne, sondern als Ganzes betrachtet werden müsse. Das Erlebnis der Platte bestehe in ihrer Vollständigkeit. Die Höchstwertung wurde indes knapp verpasst. Markus Bellmann von Plattentests.de bezeichnete die erste Albumhälfte als fulminant, während die zweite Albumhälte etwas nachlasse. Die Band habe aber die nötige Erfahrung um sich auf ihre eigenen Stärken zu besinnen. Als Highlight bezeichnete er die wunderbare Coverversion von My Dying Brides' The Cry of Mankind aus dem Jahr 1995, wo Gastgesänger Aðalbjörn Tryggvason von Sólstafir das angemessene Wehklagen obendrauf setze. Die deutsche Sprachausgabe der Huffington Post schreibt, dass die Band die musikalische Messlatte wieder anhebe, was laut Kritiker in den letzten Jahren nicht immer der Fall gewesen sei. Er lobte die gesamte Produktion von Alexander Dietz, sowie von Eike Freese und Tue Madsen, die auf Wanderer wieder ganze Arbeit geleistet haben. Laut.de-Rezensent Alexander Austel beschreibt die Wirkung der Lieder als durchdacht. Die Aggression, Melodie und das Gaspedal wechseln sich stimmig ab. Auch ist der Kritiker der Auffassung, dass jedes Lied auf dem Album eher ineinander gehen, als für sich alleine zu stehen. Es gäbe zwar keine großen Neuerungen, dafür aber kleinere Detailverliebtheiten. Auster gab dem Album eine Wertung von vier aus fünf möglichen Punkten.